# Pasumpon
Pasumpon es una película dramática india en tamil de 1995 dirigida por Bharathiraja y protagonizada por Prabhu, Sivaji Ganesan, Sivakumar, Raadhika y Saranya Ponvannan. Fue lanzada el 14 de abril de 1995.

## Trama
Durante varios años, Thangapandi ha estado enemistado con sus hermanastros Sellasamy y Raasa.
En el pasado, Durairasu Thevar, el jefe de la aldea, era muy rico y muy respetado en su área. Su único heredero, Nachiyar, se casó con un hombre rico del pueblo vecino según los deseos de Durairasu. Unos años más tarde, Nachiyar tiene un niño y se llama Thangapandi. A las pocas semanas del nacimiento de Thangapandi, el esposo de Nachiyaar muere y Durairasu Thevar se angustia. Al ver a la joven viuda, su salud se deteriora. Luego obliga a su hija a volver a casarse con su prima materna Kathiresan Thevar, para que pueda tener una vida segura. Thangapandi, que entonces tenía 8 años, odiaba a su padrastro. Dos años después, Nachiyar tiene otro bebé varón y Thangapandi se puso celoso del recién nacido Sellasamy, por lo que sale de la casa y decide irse a vivir con su abuelo Durairasu Thevar, en una gran casa en la misma calle. Tras la muerte de Durairasu Thevar, el conflicto se endureció. Thangpandi administra todas las propiedades dejadas por su abuelo y se niega a reconocer que su madre está viva.
El contrabandista de licores Angusamy odia a Thangapandi desde que este último lo golpeó en público un día. Sellasamy quiere casarse lo antes posible, luego de que su tío Angusamy lo convenciera, pero es una falta de respeto no arreglar el matrimonio para el hijo mayor primero. Finalmente, Sellasamy se casó antes que Thangapandi.
Mientras tanto, Malar está enamorada de su prima Thangapandi y él le propone matrimonio. En el matrimonio de Thangapandi, Nachiyar viene a verlo en secreto y es testigo de cómo su hijo la ama. Cuando Sellasamy y su familia van a la casa de Angusamy para pedirle la mano a su hija por Raasa, se produce una pelea y Thangapandi acude en ayuda de sus hermanos. Los hermanos menores se dan cuenta del valor de su hermano mayor.
Al día siguiente, Thangapandi consigue que una viuda con un bebé se case con su prima a quien ama, para proteger el futuro de la niña. Malar cita que su abuelo hizo lo mismo hace 25 años, y se ha vuelto lo suficientemente mayor para que Thangapandi acepte a su madre y su familia adoptiva. Esto pone a Thangapandi a pensar profundamente. Más adelante, Nachiyar se enferma debido a una herida en la cabeza en la pelea, y Thangapandi alimenta su última leche (Thalaikoothal) para asfixiarla y finalmente terminar con sus sufrimientos. La familia se reconcilia.

## Elenco
- Sivaji Ganesan como Durairasu Thevar[2]
- Prabhu como Thangapandi[3]
- Sivakumar como Kathiresan Thevar
- Radhika como Nachiyar[4]
- Saranya Ponvannan como Malar (voz en off por Revathi)
- Ponvannan como Sellasamy
- Vignesh como Raasa
- Vadivelu como Sonnaiya
- Ilavarasu como Angusamy[5]
- Yuvarani como Thenmozhi[6]
- Shenbagam como Paramakudiya
- Dubbing Janaki como Chellathayi, la madre de Malar
- SR Vijaya como la esposa de Angusamy
- Periya Karuppu Thevar como Kanakku Pillai
- Theni Kunjarammal
- Theni Murugan

## Producción
Bharathiraja lanzó inicialmente una película llamada Thiruvizha con Prabhu a la cabeza, sin embargo, la película no procedió luego del lanzamiento. Bharathiraja luego lanzó una película diferente con Prabhu y Sivaji Ganesan que finalmente se convirtió en Pasumpon.

## Banda sonora
La banda sonora fue compuesta por Vidyasagar, con letras escritas por Vairamuthu. La melodía de la canción «Thaamara Poovukku» se reutilizó más tarde en la canción «Ishq Mein Pyar Mein» en la película hindi Hulchul, que también tiene música de Vidyasagar.[cita requerida]
| N.º | Título                         | Duración |  |
| 1.  | «Adi Aathi»                    | 5:00     |  |
| 2.  | «Aele Aele»                    | 2:47     |  |
| 3.  | «Marudhaani Vachu»             | 4:27     |  |
| 4.  | «Thamarai Poovukum»            | 5:24     |  |
| 5.  | «Vada Thangam Vada»            | 4:00     |  |
| 6.  | «Thennattu Singame Thevarayya» | 4:00     |  |

## Recepción
RPR de Kalki escribió «Bharathiraja, en esta película, ha exprimido la lucha del afecto, por lo que podemos esperar que salga de esa fase en la próxima».